# Klubi Sportiv Teuta Durrës
Klubi Sportiv Teuta Durrës é uma equipe de futebol da Albânia, com sua sede na cidade de Durrës. O clube foi fundado em 1920, e manda seus jogos no Stadioni Niko Dovana, em Durrës, com capacidade de 13.000 lugares.

## Títulos
- Liga Principal Albanesa: 2 (1993-94, 2020-21);
- Liga B Albanesa:1 (1959, 1961);
- Copa Albanesa: 3 (1994-95, 1999-00, 2004-05).

## Jogadores de destaque arian
Nota: Bandeiras indicam equipe nacional, conforme definido pelas regras de elegibilidade da FIFA. Os jogadores podem ter mais de uma nacionalidade não-FIFA.
| N.º |         | Posição | Jogador          |
| --- | ------- | ------- | ---------------- |
|     | Albânia | G       | Xhevair Kapllani |
|     | Albânia | G       | Orges Shehi      |
|     | Albânia | D       | Albert Duro      |
|     | Albânia | D       | Endrit Vrapi     |
|     | Gâmbia  | M       | Ismaila Jagne    |
|     | Albânia | M       | Julian Ahmataj   |
|     | Albânia | M       | Suad Liçi        |
|     | Albânia | M       | Sokol Prenga     |
|     | Albânia | M       | Afrim Tole       |
|     | Albânia | M       | Bledar Devolli   |
|     | Albânia | M       | Bledi Shkëmbi    |

| N.º |           | Posição | Jogador          |
| --- | --------- | ------- | ---------------- |
|     | Austrália | M       | Labinot Haliti   |
|     | Albânia   | M       | Dritan Babamusta |
|     | Albânia   | A       | Bajram Franholli |
|     | Albânia   | A       | Edmond Kapllani  |
|     | Albânia   | A       | Enkeleid Dobi    |
|     | Albânia   | A       | Migen Memelli    |
|     | Albânia   | A       | Elton Koça       |
|     | Zâmbia    | A       | January Ziambo   |
|     | Albânia   | A       | Bledar Mancaku   |
|     | Albânia   | A       | Daniel Xhafa     |
|     | Albânia   | A       | Emiljano Vila    |